# Casa de les Roques
La Casa de les Roques és l'edifici on es guarden les Roques i altres elements que ixen a la Processó del Corpus de València. Té el seu origen a principis del segle xv, encara que ha sofert reformes posteriors, i actualment junt amb l'edifici adjacent configura el Museu del Corpus o Casa de les Roques.

## Història
La construcció de la Casa de les Roques data del segle xv, del 8 de juny de 1435, quan la Ciutat decideix la construcció d'un edifici per guardar els carros i la resta d'útils participants de la Festa del Corpus. El lloc escollit fou l'antic barri de Roters, entre mur i mur (entre la muralla més antiga i la nova manada a construir per Pere el Cerimoniós el 1356), prop de les Torres de Serrans. La nova casa s'iniciaria immediatament, però no va satisfer els Jurats, així el 5 de maig del 1441 es va acordar eixampla-la. Més tard, el 22 de març de 1446, la Ciutat comprà unes adoberies del mateix barri, un mes més tard el Síndic anunciava la seua adquisició al Consell de la Ciutat. Finalment i un any més tard, el 18 d'abril de 1447, començaven les obres de l'edifici. La finalització de les obres cal fixar-la el 1448.
Sobre l'autoria de les obres no es té cap notícia i caldria atribuir-les a l'obrer de vila o mestre d'obres d'aleshores (1447).
L'any 1980 es restaurà la Casa i tres anys després tornava a acollir les Roques. Posteriorment es restaurà l'edifici annex del carrer de Roters (del segle xviii) per a donar una major cabuda a la Casa i a les diferents sales que constitueixen l'actual Museu del Corpus, inaugurat el 2006.

## Contingut

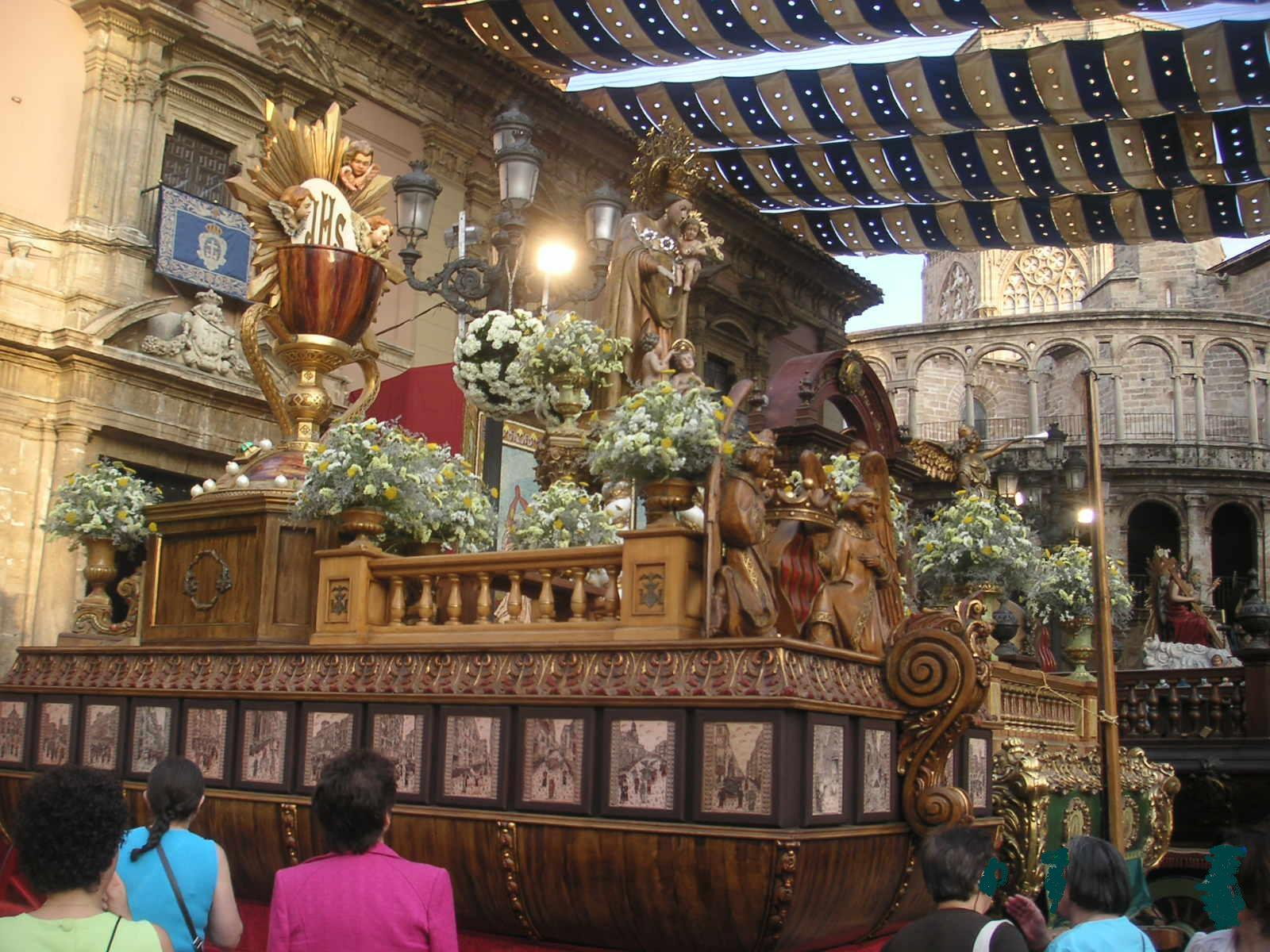
Roques a la plaça de la Mare de Déu

La Casa de les Roques segueix complint amb la funció de guardar les històriques Roques del Corpus (carros triomfals que surten a la processó del Corpus tirats per cavalls que representen temes bíblics), a més de les tres Àguiles simbòliques, l'Arca de l'Aliança, la Cuca Fera, la tarasca, el Drac de sant Jordi. A les plantes superiors el Museu mostra la història i la indumentària de les diferents Danses que es realitzen durant la Cavalcada o el Convit: la Moma i els Momos, els gegants i Nanos o cabuts, els Arquets, la Magrana, els Pastorets, Cirialots, etc.
Les onze Roques són:
- Roca de Sant Miquel (1528)
- Roca La Diablera (1542)
- Roca de la Fe (1542)
- Roca la Puríssima (1542)
- Roca de Sant Vicent Ferrer (1665)
- Roca de la Santíssima Trinitat (1674)
- Roca València (1855)
- Roca de la Fama (1899)
- Roca del Patriarca Sant Joan de Ribera (1961)
- Roca de la Mare de Déu dels Desemparats (1995)
- Roca del Sant Calze (2001)

El museu disposa de biblioteca i es fan projeccions sobre la Festa del Corpus de València.